# Anders & Anders Podcast
Anders & Anders Podcast er et podcast med Anders Breinholt og Anders Lund Madsen, der udgives på iTunes, Spreaker og Vodcast. Anders & Anders blev udgivet første gang den 1. september 2016 og er siden da udgivet ugentligt. Pr. december 2017 er der udgivet over 50 episoder af dette podcast.
Mindre end 24 timer efter udgivelsen af det første afsnit af podcastet gik Anders & Anders nummer ét på iTunes. Anders & Anders skal opfattes som en fortsættelse på radioprogrammet De Sorte Spejdere, der blev sendt sidste gang i 2008. I programmet Vi ses hos Clement, fortalte Anders Breinholt at det ikke var muligt at bruge det gamle navn, da det stadig var Danmarks Radios ejendom.